# Significant Mother
Cet article possède un paronyme, voir Significant Other.
Significant Mother est une série télévisée américaine en neuf épisodes de 22 minutes, créée par Erin Cardillo et Richard Keith et diffusée entre le 3 août et le 5 octobre 2015 sur le réseau The CW.
Cette série est inédite dans tous les pays francophones.

## Synopsis
De retour d'un voyage d'affaire, Nate, un jeune restaurateur, découvre que son meilleur ami et colocataire Jimmy entretient une relation avec sa mère. Comme si cela n'était pas déjà compliqué, Nate doit aussi gérer ses sentiments pour Sam, l'une de ses amies et employées, ainsi que son père qui essaye de reconquérir sa mère.

## Distribution

### Acteurs principaux
- Josh Zuckerman : Nathaniel « Nate » Marlowe
- Nathaniel Buzolic : Jimothy « Jimmy » Barnes
- Krista Allen : Lydia Marlowe, mère de Nate

### Acteurs récurrents
- Emma Fitzpatrick : Sam Dillinger
- Jonathan Silverman : Harrison Marlowe
- Jay Ali : Atticus Adams

### Invités
- Denise Richards : Pepper Spinner
- Linda Gray : Gammy
- Jerry O'Connell : Bob Babcock
- Erin Cardillo : Parker
- Mircea Monroe : Annie

## Développement

### Production
Alors qu'elle ne produit plus de comédies au format 20 minutes depuis plusieurs années, The CW annonce le 10 avril 2015 la commande d'une première saison pour la série, prévue pour être diffusée pendant l'été. Dans un premier temps, la série était prévue pour être diffusée sur la plateforme de vidéo à la demande CW Seed, spécialisée dans les web-séries de comédies et d'animations.
Plus tard, il est annoncé que les actrices Denise Richards et Linda Gray et l'acteur Jerry O'Connell apparaîtrons en tant qu'invités dans la série.
Le 21 août 2016, soit plus d'un an après le lancement de la série, The CW confirme au site RenewCancelTV, l'annulation de la série en raison des audiences décevantes.

### Tournage
La série se déroule et est tournée à Portland dans l'Oregon aux États-Unis.

## Épisodes
1. Welcome to Bonetown
2. Mixed Doubles
3. Who's Your Daddy?
4. Edibles Wrecks
5. Suffering & Succotash
6. Get Forked
7. Under Buddy
8. Home Is Where the Lamp Is
9. Not About Bob